# Пругасти посум
Пругасти посум (Dactylopsila trivirgata) је врста сисара торбара из породице торбарских летећих веверица (Petauridae).

## Распрострањење
Ареал врсте је ограничен на мањи број држава. Врста је присутна у Аустралији, Индонезији и Папуи Новој Гвинеји.

## Станиште
Станиште врсте су шуме. Врста је присутна на подручју острва Нова Гвинеја.

## Угроженост
Ова врста је наведена као последња брига, јер има широко распрострањење и честа је врста.